# 美洲蛇鹈
美洲蛇鹈（学名：Anhinga anhinga；英语：anhinga、snakebird、darter、American darter、water turkey）是蛇鹈属的一种鸟类，分布于美洲温暖地区。“anhinga”这个词来自巴西图皮语，意思是“恶魔鸟”或“蛇鸟”。

## 分布
它分为两个亚种A. a. anhinga、A.a. leucogaster。前者主要分布在南美洲的安第斯山脉以东和特立尼达和多巴哥群岛。后者发现于美国南部、墨西哥、古巴和格林纳达。

## 特征

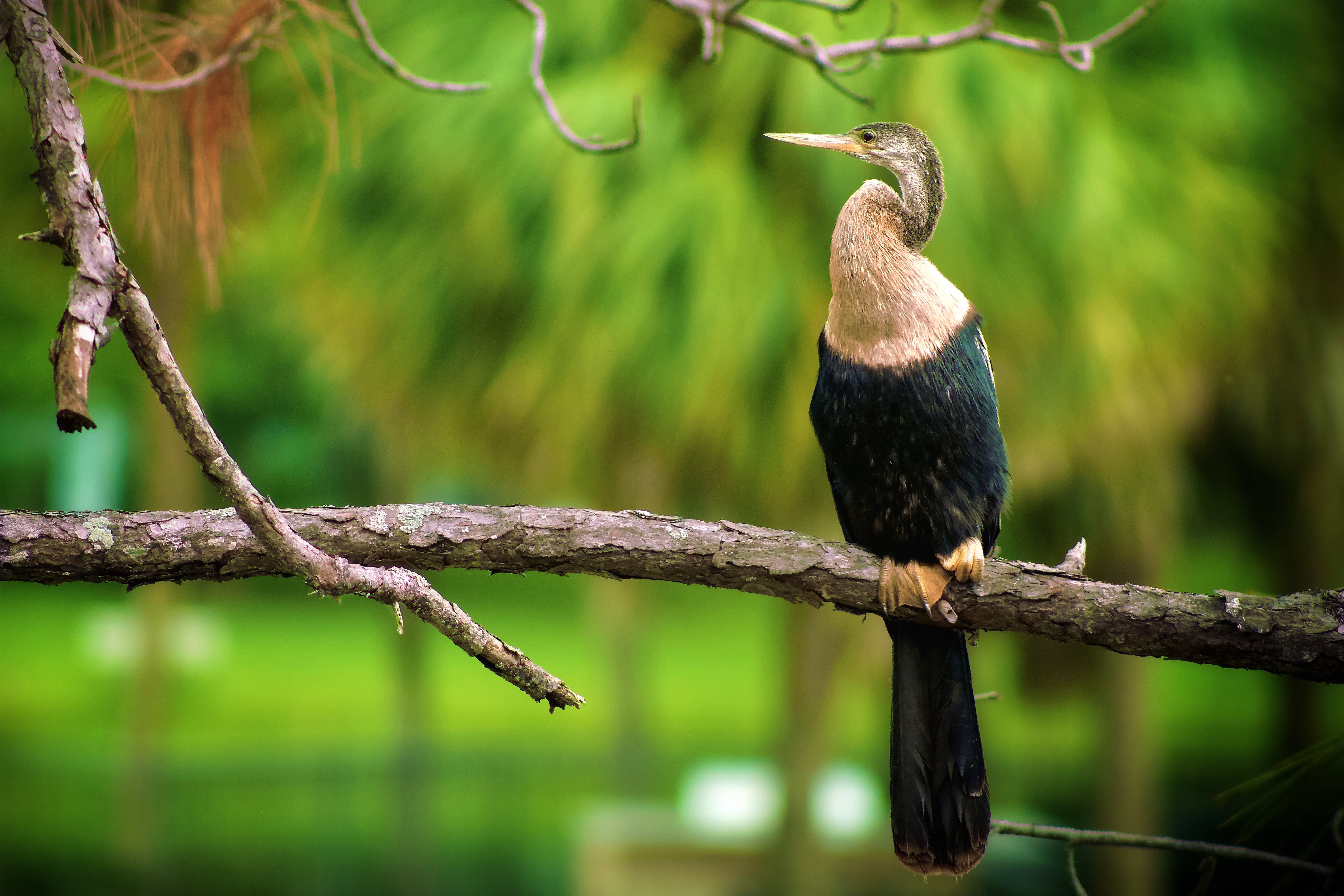
雌鸟

美洲蛇鹈是一种大型鸟类，体长约89 cm（35英寸），翼展1.14米（3.7英尺）。A. a. anhinga比A. a. leucogaster略大。体重约为1.22（2.7磅）。喙的长度是头部的两倍，和脚蹼一样呈黄色。除了头部、颈部和上胸部颜色较浅之外，雌性美洲蛇鸟与雄性没有什么区别。由于长相相似，它常与角鸕鶿混淆。美洲蛇鹈尾羽更宽更长，且喙尖锐，不像角鸬鹚一样有勾。

## 习性
其羽毛不防水，因此不能长时间漂浮在水面上，但有利于下潜捕食。羽毛湿掉的美洲蛇鹈不能远距离飞行，但可以短暂低飞一段时间。它们会张开翅膀站立，以晒干羽毛并恢复体温。

## 食物
它以中等大小的湿地鱼类、 两栖动物、水生无脊椎动物和昆虫为食。它们会在在水下追踪猎物，用喙将其穿刺，再带出水面，然后吞食。

## 保护状况
它们在美国受《候鸟条约法》（Migratory Bird Treaty Act of 1918）保护，但其数量并不堪忧。